# Таубер, Марина Александровна
Марина Александровна Таубер (рум. Marina Tauber; род. 1 мая 1986, Кишинёв, Молдавская ССР, СССР) — молдавский политический и спортивный деятель. Депутат Парламента Республики Молдова X—XI созывов с 9 марта 2019 года.
До 19 июня 2023 года вице-председатель «Шор». Президент Федерации тенниса Республики Молдова с 2011 по 2017 год.
Находится под персональными международными санкциями.

## Биография

### Ранние годы
Родилась 1 мая 1986 года в Кишинёве, в еврейской семье. В старших классах училась в лицее «Логика» вместе с Иланом Шором (лицей был основан отцом Илана — Мироном). В возрасте 14 лет поступила в Теннисную академию Ника Боллетьери в Бюле (Германия), где училась до 2002 года.

### Образование
С 2003 года училась в Государственном университете физической культуры и спорта, получив степень бакалавра в 2011 году и степень магистра в 2013 году.
В 2013—2016 годах получила степень магистра политических наук в Академии государственного управления при Президенте Республики Молдова.

### Политическая деятельность
Благодаря знакомству с бизнесменом Иланом Шором, с которым училась в одной школе, в июне 2016 году была назначена вице-председателем «Шор» вскоре после избрания Илана Шора лидером партии.
С 2018 по 2019 год — примар села Средняя Жора Оргеевского района.
В 2019 году на парламентских выборах была избрана депутатом Парламента Республики Молдова X созыва (округ № 19, коммуна Иванча). Была избрана главой Комиссии по окружающей среде и региональному развитию при поддержке ПСРМ.
В 2021 году на досрочных парламентских выборах избрана депутатом Парламента Республики Молдова XI созыва. Член Комиссии по публичному управлению.

### Спортивная деятельность
С 2007 по 2017 годы Марина Таубер активно занималась теннисом, была спортивным функционером. В 2007—2011 годах была тренером по теннису в спорткомплексе «Зимбру» в Кишинёве, в 2011 году там же была менеджером отдела тенниса. В 2010 году стала участвовать в деятельности Федерации тенниса Республики Молдова в качестве менеджера по развитию и вице-президента. Позже, 23 июня 2011 года, после трагической гибели бывшего президента федерации Игоря Цуркана, была назначена президентом Федерации тенниса Республики Молдова и занимала эту должность шесть лет. В 2015—2017 годах также была директором Специализированной спортивной школы по теннису в Республике Молдова.
На международных теннисных форумах была членом Комитета профессиональной теннисной сети Международной федерации тенниса (2015—2017) и Комитета по развитию Европейской федерации тенниса (2012—2017). В 2015 году она была членом коллегии министерства молодёжи и спорта Республики Молдова. В том же году была кандидатом в Совет директоров Международной федерации тенниса.
Была членом Спортивного клуба пляжного тенниса «Мастер», Федерации акробатического рок-н-ролла и Общественного объединения «Маэстро рок-н-ролла и акробатики». Основала Фонд развития тенниса в Республике Молдова и была его вице-президентом.

### Предполагаемая связь с «выводом миллиарда»
Как сообщает RISE Moldova, имя Марины Таубер фигурировало в отчёте международной аудиторской компании Kroll, составленном на основе анализа обстоятельств хищения миллиарда в 2012—2014 годах. В отчёте говорится, что в 2012 году Таубер купила 4,6 % акций Unibank, одного из трёх банков, причастных к банковскому мошенничеству на 13,7 млрд леев; также Таубер была одним из бенефициаров трёх переводов на общую сумму 17,9 млн леев.
16 сентября 2019 года исполняющий обязанности генерального прокурора Республики Молдова Дмитрий Робу обратился в Парламент Республики Молдова с ходатайством о снятии депутатской неприкосновенности с Регины Апостоловой и Марины Таубер. Вскоре обе были задержаны сотрудниками Национального антикоррупционного центра по обвинению в причастности к «Ограблению века». За месяц до этого инцидента Таубер представила в Парламент законопроект об отказе от депутатской неприкосновенности. Была освобождена из СИЗО через двое суток и помещена под домашний арест на 30 суток. 

В октябре 2020 года с Таубер и Апостоловой были сняты все обвинения и прекращено уголовное преследование, а новый генеральный прокурор Александр Стояногло заявил, что дело против Таубер и Апостоловой было незаконным.
В июле 2022 года Таубер (фактический председатель партии «Шор» внутри республики) обвинили в получении средств для партии от организованных преступных групп и фальсификации бухгалтерской отчётности. Весной 2023 года она была задержана в аэропорту Кишинёва и помещена под домашний арест; парламент лишил её депутатского иммунитета.

## Санкции
30 мая 2023 года Таубер попала в санкционный список стран Европейского союза за дестабилизацию ситуации в Республике Молдова. Европейский союз отмечает, что «руководя и планируя демонстрации с применением насилия, а также совершая серьёзные финансовые преступления в отношении государственных средств и несанкционированного вывоза капитала, Марина Таубер несёт ответственность за действия, которые подрывают и угрожают суверенитету и независимости Республики Молдова».
Также, 30 мая 2023 года, Таубер была внесена в санкционный список Канады «российских коллаборационистов в Молдове» введённый против «олигархов, бизнесменов, парламентариев и политиков, связанных с Россией».
23 февраля 2024 года Таубер включена в блокирующий санкционный список США против «пагубного влияния России в Молдове» за содействие попыткам Илана Шора подорвать избирательные процессы в Молдове в интересах Кремля путём незаконного подкупа голосов.

## Награды
- Орден Дружбы (9 мая 2024 года, Россия) — за заслуги в укреплении мира, дружбы, сотрудничества и взаимопонимания между народами[21][22].